# Michael J. Flynn
Michael J. Flynn (nacido el 20 de mayo de 1934 en Nueva York) es un profesor emérito de la Universidad Stanford estadounidense, con estudios en ingeniería electrónica y ciencias de la computación. Flynn cofundó Palyn Associates junto a Max Paley y es el presidente de Maxeler Technologies. En 1966, propuso la taxonomía de Flynn, haciendo una extensión sobre ella en 1972.
En 1995 recibió el premio Harry H. Goode Memorial Award por sus contribuciones al área del procesamiento de la información.